# Pannónia (cigaretta)
A Pannónia egykori magyar cigarettamárka volt.

## Története
1996 március 16-án megalakult a V. Tabac Hódmezővásárhelyi Dohánygyár (V. Tabak Rt. , székhelye: 6800 Hódmezővásárhely, Erzsébet út 5/b.) , mint az első és egyetlen belföldi magántulajdonban lévő dohánygyár. Az első saját márkájával, a Pannónia cigarettával egy év alatt 6 %-os piaci részesedést ért el.
1998-ban vezették be Magyarországon a cigarettás dobozok első és hátsó oldalának alsó részén kötelezően elhelyezendő egészségvédő figyelmeztetéseket. Ekkor megszűnt a szabad árazás is és a fix fogyasztói árakat ettől fogva a zárjegyen, nyomtatva tüntették fel. 
A cég 1998. januárjától hozta forgalomba a piros Pannónia erős karakterű filteres cigarettát, amely nikotintartalma 1 mg/cigaretta, kátránytartalma 16 mg/cigaretta. Csomagolása fekete-fehér-piros színösszetételű: fehér alapon piros "V" alakú csíkrendszer, piros alapon fekete háttérrel a "Pannónia" felirat, melyet piros, csúcsosan kialakított felület övez. A Pannónia termékcsalád barna, light, mentolos és piros változatból állt. 
1998-ban a Debreceni Dohánygyár eljárást indított a V. Tabak ellen a Gazdasági Versenyhivatal előtt azt állítva, hogy a cég a debreceni vállalat által gyártott Symphonia cigarettához hasonló külsővel hozta forgalomba piros Pannónia cigarettát. A GVH a kérelmet elutasította.
2001-ben a Continental Dohányipari Zrt. felvásárolta illetve megszüntette a hódmezővásárhelyi gyár önállóságát, illetve egybeolvasztotta azt a tulajdonában álló sátoraljaújhelyi üzemmel.